# Campionati italiani di sci alpino 1964
Ai Campionati italiani di sci alpino 1964 furono assegnati i titoli di discesa libera, slalom gigante e slalom speciale, sia maschili sia femminili.

## Risultati

### Uomini

#### Discesa libera
| Pos. | Atleta           | Nazione |
| ---- | ---------------- | ------- |
| 1    | Felice De Nicolò | Italia  |
| 2    | Ivo Mahlknecht   | Italia  |
| 3    | Gildo Siorpaes   | Italia  |

#### Slalom gigante
| Pos. | Atleta            | Nazione |
| ---- | ----------------- | ------- |
| 1    | Ivo Mahlknecht    | Italia  |
| 2    | Italo Pedroncelli | Italia  |
| 3    | Felice De Nicolò  | Italia  |

#### Slalom speciale
| Pos. | Atleta            | Nazione |
| ---- | ----------------- | ------- |
| 1    | Ivo Mahlknecht    | Italia  |
| 2    | Italo Pedroncelli | Italia  |
| 3    | Alfredo Gartner   | Italia  |

### Donne

#### Discesa libera
| Pos. | Atleta           | Nazione |
| ---- | ---------------- | ------- |
| 1    | Pia Riva         | Italia  |
| 2    | Giustina Demetz  | Italia  |
| 3    | Carlotta Solerio | Italia  |

#### Slalom gigante
| Pos. | Atleta                    | Nazione |
| ---- | ------------------------- | ------- |
| 1    | Pia Riva                  | Italia  |
| 2    | Lidia Barbieri Sacconaghi | Italia  |
| 3    | Inge Senoner              | Italia  |

#### Slalom speciale
| Pos. | Atleta       | Nazione |
| ---- | ------------ | ------- |
| 1    | Inge Senoner | Italia  |
| 2    | Pia Riva     | Italia  |
| 2    | Yvonne Rüegg | Italia  |